# WATER
「WATER」は、Suchmosの楽曲。2019年1月25日にフルアルバム『THE ANYMAL』から先行配信された。

## 概要
本曲は、アルバム「THE ANYMAL」からの先行配信曲の一つとして配信された曲である。
J-WAVEの30th ANNIVERSARY SONGとして提供されていて、1月1日の元日にオンエア解禁された。
また、2019年3月29日に公式チャンネルにて、ライブ映像が公開された。教会で撮影が行われたものである。